# Connie Talbot
Connie Talbot (Streetly, West Midlands, 20 november 2000) is een Brits zangeres. Ze verkreeg bekendheid als zangeres toen ze in 2007 de finale van de talentenjacht Britain's Got Talent wist te bereiken. De finale verloor ze uiteindelijk van Paul Potts, maar haar optreden in de show leverde haar wel een contract op bij Rainbow Recording Company. Anno 2024 had ze vijf albums uitgebracht. 

## Biografie
Talbot deed aanvankelijk voor de lol auditie voor Britain’s Got Talent. Ze had tot dusver nog geen ervaring met zingen, noch zanglessen gehad. Toen Simon Cowell (waar ze volgens eigen zeggen fan van is) haar aanmoedigde, besloot ze echter toch door te gaan voor de echte rondes. Haar eerste optreden werd door de media met positieve reacties onthaald. De halve finale won ze met een live-optreden van het lied Ben van Michael Jackson. In de finale zong ze het lied Over the Rainbow uit de film The Wizard of Oz. De finale werd echter gewonnen door Paul Potts. Volgens jurylid Piers Morgan, leidde Talbots optreden ertoe dat veel kinderen, Faryl Smith, zich aanmeldden voor het tweede seizoen van de show.
Oorspronkelijk zou Talbot na de show een contract tekenen bij Sony BMG, maar na de opnames van de eerste twee nummers (Over the Rainbow en Smile) kwam Sony echter terug op de deal. Volgens eigen zeggen omdat Talbot te jong was om artiest te kunnen zijn voor hun label. Haar familie besloot echter een ander platenlabel voor haar te zoeken. In oktober 2007 tekende Talbot een contract bij Rainbow Recording Company, een tak van Rhythm Riders speciaal gericht op Talbot. Op 26 november 2007 verscheen Talbots eerste album, Over the Rainbow. Ondanks de negatieve recensies, werden van het album 250.000 exemplaren verkocht. In Hongkong, Zuid-Korea en Taiwan belandde het album zelfs op de eerste plaats in de hitlijsten. Talbots eerste single, Over the Rainbow/White Christmas, kwam uit op 7 december 2007.
Voor hun toekomstige samenwerking werden afspraken gemaakt tussen de familie Talbots en Rainbow Records, zodat Talbots schoolactiviteiten niet in gevaar zouden komen door haar zangcarrière.
In april en mei 2008 maakte Talbot een tournee door Azië om haar album te promoten. In augustus 2008 werd bekend dat Talbot een deal had gesloten met Data Design Interactive voor een computerspel, waarin 15 van haar nummers zouden voorkomen. In november 2008 volgde haar tweede album: Connie Talbot's Christmas Album. Dit was een album speciaal gericht op kerstmuziek; zowel klassiek als modern. In oktober 2009 verscheen haar derde album, Connie Talbot's Holiday Magic. In Amerika werd dit album gekoppeld aan de stichting Toys for Tots, waar Talbot sindsdien jeugdambassadeur is geworden.
Op 26 november 2012 kwam Connies vierde album uit. Dit album heet Beautiful World en bevat 13 nummers. In 2016 volgde haar vijfde album 'Matters to me'.
In 2019 nam ze deel aan Britain's Got Talent: The Champions met een origineel nummer. In 2020 nam ze deel aan America's Got Talent: The Champions.

## Discografie

### Albums
| Jaar | Album                                                                                              | Hitlijstposities | Hitlijstposities | Hitlijstposities | Hitlijstposities | Hitlijstposities | Hitlijstposities | Hitlijstposities | Hitlijstposities | Verkoop                                                                       | Certificaties                                                            |
| Jaar | Album                                                                                              | VK               | HON              | SIN              | KOR              | TAI              | U.S. Heat        | U.S. Kid         | U.S. Indie       | Verkoop                                                                       | Certificaties                                                            |
| ---- | -------------------------------------------------------------------------------------------------- | ---------------- | ---------------- | ---------------- | ---------------- | ---------------- | ---------------- | ---------------- | ---------------- | ----------------------------------------------------------------------------- | ------------------------------------------------------------------------ |
| 2007 | Over the Rainbow - Uitgebracht: 26 november 2007 - Labels: Rainbow Recording Company               | 35               | 1                | 3                | 1                | 1                | 7                | 8                | 43               | - VK: 100.000+ (goud volgens BPI) - Zuid-Korea: 30.000+ - Worldwide: 250.000+ | - VK: Goud - Taiwan: Platina - Hongkong: Platina - Korea: dubbel platina |
| 2008 | Connie Talbot's Christmas Album - Uitgebracht: 24 november 2008 - Label: Rainbow Recording Company | -                | -                | -                | -                | -                | -                | -                | -                | -                                                                             | -                                                                        |
| 2009 | Connie Talbot's Holiday Magic - Uitgebracht: 20 oktober 2009 - Labels: AAO Music                   | -                | -                | -                | -                | -                | -                | -                | -                | -                                                                             | -                                                                        |
| 2012 | Beautiful World - Uitgebracht: 26 november 2012 - Labels: Evosound                                 | -                | 7                | -                | -                | 1                | -                | -                | -                | -                                                                             | -                                                                        |
| 2016 | Matters to me - Uitgebracht: 25 maart 2016 - Labels: Evolution Music Group                         | -                | 12               | -                | -                | 12               | -                | -                | -                | -                                                                             | -                                                                        |

### Singles
| Jaar | Single                   | Hitlijstposities | Hitlijstposities | Album            |
| Jaar | Single                   | UK Indie         | U.S. HSS         | Album            |
| ---- | ------------------------ | ---------------- | ---------------- | ---------------- |
| 2008 | "Three Little Birds"     | 3                | 1                | Over The Rainbow |
| 2009 | "I Will Always Love You" | -                | 4                | Over The Rainbow |